# Ammersee

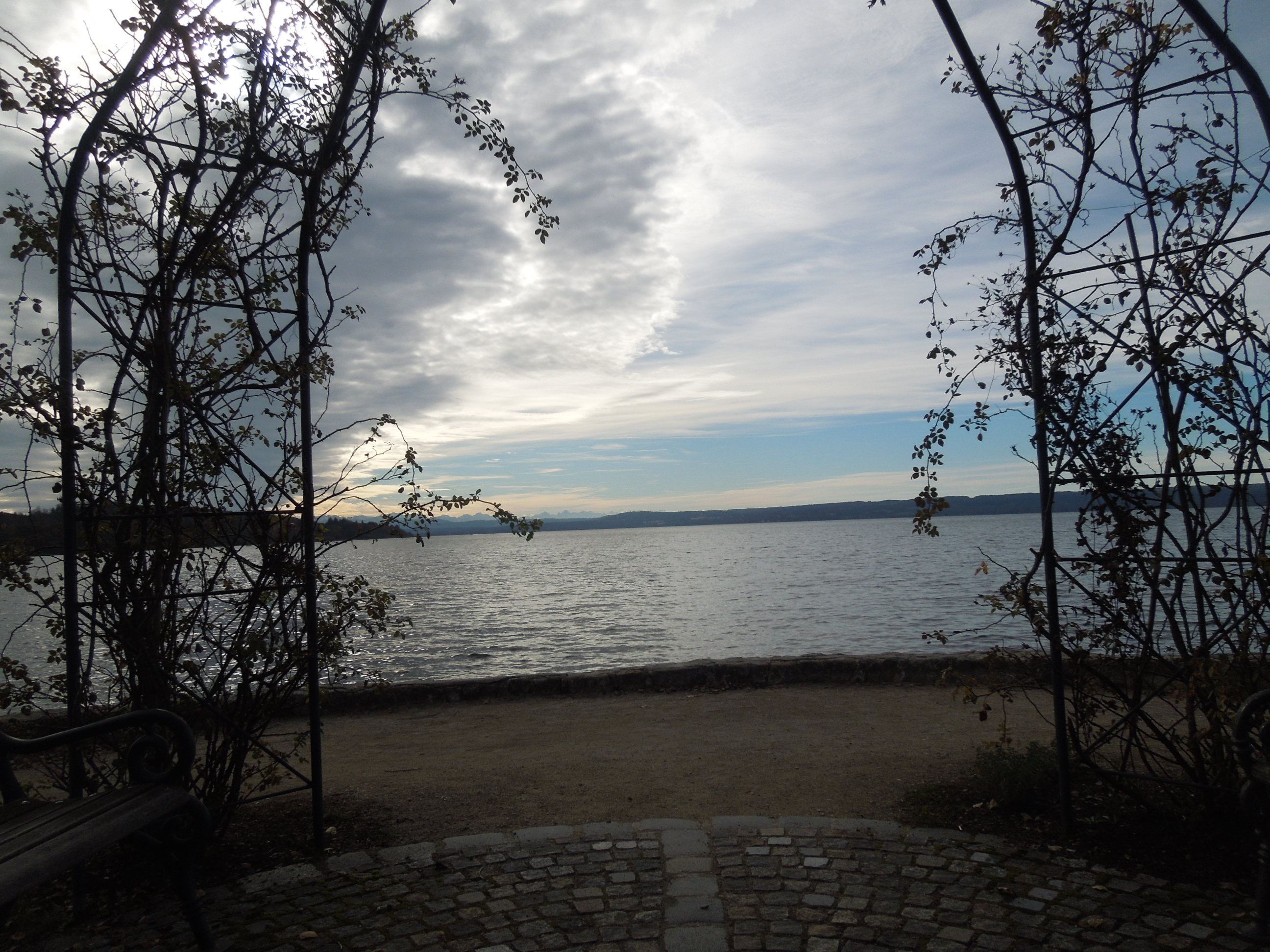
Kilátás a tóra

Az Ammersee környékét egykor összefüggő víztükör borította, melynek helyén most három nagyobb és több kisebb tó és a weilheimi mocsár húzódik.
A három tó közül a legtekintélyesebb az Ammersee (Ammer-tó), mely 15 km hosszú, területe kb. 46,6 km², ezzel a 6. legnagyobb tó Németországban. Még a jégkorszakban alakult ki, igazi alpesi tó. Délfelől az Ammer-patak két ága táplálja, mely északon elhagyja a róla elnevezett tavat és a nevét is és Amper néven fut tovább. Az Ammersee maximális mélysége 81 méter. Vize nagyon tiszta, de hideg és a partja kavicsos, ezért a magyarok számára fürdésre nem igazán alkalmas. A németek nyáron gyakran fürdenek vagy úsznak benne. A tavon a nyári időszakban sétahajók is járnak, melyeket a Bayerische Seenschifffahrt GmbH üzemeltet.
Münchenből Herrsching am Ammerseebe és az Ammersee partjára legegyszerűbben az S8-as S-Bahnnal lehet eljutni.

## Települések a tó partján
- Diessen
- Schondorf
- Utting
- Stegen - a tó legészakibb csücskében található.
- Hersching - az Ammersee keleti partvidékének központja
- Eching